# 霍赫萬訥山
47°26′36″N 10°52′54″E / 47.44333°N 10.88167°E

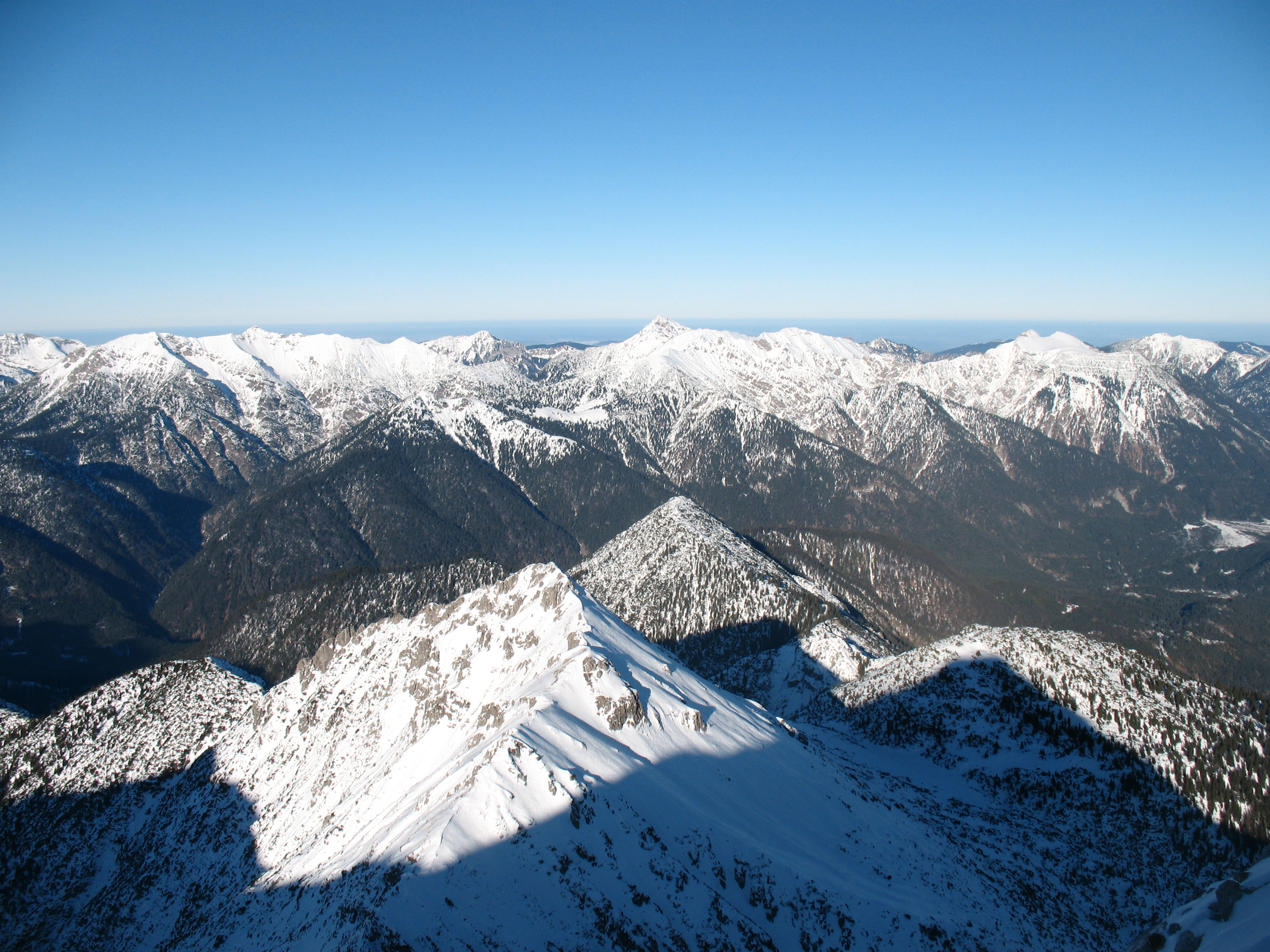

霍赫萬訥山（德語：Hochwanner），是奧地利的山峰，位於該國西部，由蒂羅爾州負責管轄，屬於阿默高山脈的一部分，距離丹尼爾山1公里，海拔高度2,085米。